# Diocesi di Pomaria
La diocesi di Pomaria (in latino Dioecesis Pomariensis) è una sede soppressa e sede titolare della Chiesa cattolica.

## Storia
Pomaria, identificabile con Tlemcen nell'odierna Algeria, è un'antica sede episcopale della provincia romana della Mauritania Cesariense.
Unico vescovo conosciuto di questa diocesi africana è Longino, il cui nome appare al 43º posto nella lista dei vescovi della Mauritania Cesariense convocati a Cartagine dal re vandalo Unerico nel 484; Longino, come tutti gli altri vescovi cattolici africani, fu condannato all'esilio. Secondo Mandouze, questo vescovo deve essere distinto dall'omonimo vescovo, menzionato dalle fonti coeve senza indicazione della sede di appartenenza, che viene ricordato nel Martirologio Romano alla data del 2 maggio con queste parole:
Secondo testimonianze arabe, nell'XI secolo era ancora presente una comunità cristiana con una propria chiesa.
Dal XVI secolo Pomaria è annoverata tra le sedi vescovili titolari della Chiesa cattolica; dal 28 novembre 1987 il vescovo titolare è Edward Eugeniusz Białogłowski, già vescovo ausiliare di Rzeszów.

## Cronotassi

### Vescovi residenti
- San Longino † (menzionato nel 484)

### Vescovi titolari
- Achille Grassi † (9 agosto 1521 - 22 novembre 1523 deceduto)
- Denis O'Donaghue † (13 febbraio 1900 - 7 febbraio 1910 nominato vescovo di Louisville)
- Domenico Mannaioli † (6 agosto 1910 - 26 dicembre 1931 deceduto)
  - Paul Louis Marie Audren, M.E.P. † (26 aprile 1932 - 2 maggio 1932 dimesso) (vescovo eletto)
- Hubert Joseph Paulissen, S.M.A. † (29 novembre 1932 - 18 aprile 1950 nominato vescovo di Kumasi)
- Dragutin Nežić † (21 maggio 1950 - 15 giugno 1960 nominato vescovo di Parenzo e Pola)
- Louis Joseph Jean Marie Fortier † (15 novembre 1960 - 19 gennaio 1965 nominato vescovo di Gaspé)
- Antonio Victor Pildain y Zapiain † (15 dicembre 1966 - 11 dicembre 1970 dimesso)
- Joseph Leopold Imesch † (8 febbraio 1973 - 30 giugno 1979 nominato vescovo di Joliet)
- William Benedict Friend † (31 agosto 1979 - 17 novembre 1982 nominato vescovo di Alexandria-Shreveport)
- Julio Amílcar Bethancourt Fioravanti † (3 dicembre 1982 - 4 aprile 1984 nominato vescovo di San Marcos)
- Alejandro Labaca Ugarte, O.F.M.Cap. † (2 luglio 1984 - 21 luglio 1987[4] deceduto)
- Edward Eugeniusz Białogłowski, dal 28 novembre 1987